# 시토촌
시토촌(市東村)은 지바현 이치하라군에 존재했으며, 쇼와 대합병에 의해 폐지된 촌이다. 현재의 이치하라시 북동부에 해당한다.

## 역사
- 1889년 4월 1일 - 정촌제 시행에 수반해 이치하라군 시토촌이 성립하였다.
- 1955년 2월 11일 - 우루쓰촌과 합병해 시즈촌이 되어 소멸하였다.

## 참고문헌
- 市原のあゆみ
- 小沢治郎左衛門『上総国町村誌 第一編』1889年。NDLJP:763698。
- 千葉県市原郡教育会『千葉県市原郡誌』千葉県市原郡、1916年。NDLJP:951002。
- 『明治22年千葉県町村分合資料 七 市原郡町村分合取調』1889年。